# Gianmarco Piccioni
Gianmarco Piccioni (San Benedetto del Tronto, 18 luglio 1991) è un calciatore italiano del Nardò Calcio.

## Biografia
È figlio di Enrico Piccioni, ex calciatore e allenatore di calcio, con cui ha avuto modo di lavorare a inizio carriera e in seguito all'estero in Bulgaria e a Malta. Suo zio è invece Bruno Piccioni, anch'egli ex calciatore.

## Caratteristiche tecniche
È una prima punta, in grado all'occorrenza di giocare lungo la fascia. Tra le sue doti spiccano forza fisica e freddezza sotto rete.

## Carriera
Muove i suoi primi passi nella Sambenedettese, squadra della sua città natale, con cui ha modo di esordire tra i professionisti il 18 agosto 2008 contro il Giulianova. Il 29 gennaio 2009 passa in compartecipazione al Vicenza. A fine stagione le due società raggiungono l'accordo per il rinnovo della comproprietà.
Il 19 agosto 2010 viene ceduto a L'Aquila.
Spinto dal padre, decide di trasferirsi all'estero allo Šumen, società bulgara allenata dal padre. In seguito verrà tesserato dal Mosta, sbarcando a Malta. Il 7 agosto 2014 si accorda con il Balzan.
Il 15 luglio 2015 si lega - per mezzo di un contratto annuale con opzione di rinnovo per il secondo - al CSMS Iași, società militante nella massima serie rumena. Il 23 giugno 2016 si accorda con la società per il rinnovo contrattuale. Il 14 luglio esordisce nelle competizioni europee in occasione della partita terminata 2-2 (segnando anche una rete) contro l'Hajduk Spalato, valida per il secondo turno preliminare di Europa League.
Il 28 luglio 2017 torna in Italia accordandosi con il Santarcangelo.

## Statistiche

### Presenze e reti nei club
Statistiche aggiornate al 14 febbraio 2024.
| Stagione         | Squadra              | Campionato       | Campionato | Campionato | Coppe nazionali | Coppe nazionali | Coppe nazionali | Coppe continentali | Coppe continentali | Coppe continentali | Altre coppe | Altre coppe | Altre coppe | Totale | Totale |
| Stagione         | Squadra              | Comp             | Pres       | Reti       | Comp            | Pres            | Reti            | Comp               | Pres               | Reti               | Comp        | Pres        | Reti        | Pres   | Reti   |
| ---------------- | -------------------- | ---------------- | ---------- | ---------- | --------------- | --------------- | --------------- | ------------------ | ------------------ | ------------------ | ----------- | ----------- | ----------- | ------ | ------ |
| 2008-gen. 2009   | Sambenedettese       | 1D               | 4          | 0          | CI-LP           | 3               | 0               | -                  | -                  | -                  | -           | -           | -           | 7      | 0      |
| gen.-giu. 2009   | Vicenza              | B                | 0          | 0          | CI              | -               | -               | -                  | -                  | -                  | -           | -           | -           | 0      | 0      |
| 2009-2010        | Vicenza              | B                | 0          | 0          | CI              | 0               | 0               | -                  | -                  | -                  | -           | -           | -           | 0      | 0      |
| Totale Vicenza   | Totale Vicenza       | Totale Vicenza   | 0          | 0          |                 | 0               | 0               |                    | -                  | -                  |             | -           | -           | 0      | 0      |
| 2010-2011        | L'Aquila             | 2D               | 13         | 0          | CI-LP           | 0               | 0               | -                  | -                  | -                  | -           | -           | -           | 13     | 0      |
| ago. 2011        | L'Aquila             | 2D               | 0          | 0          | CI+CI-LP        | 2+0             | 0               | -                  | -                  | -                  | -           | -           | -           | 2      | 0      |
| ago. 2011-2012   | Lanciano             | 1D               | 7          | 0          | CI+CI-LP        | 0+2             | 0               | -                  | -                  | -                  | -           | -           | -           | 9      | 0      |
| 2012-gen. 2013   | L'Aquila             | 2D               | 3          | 0          | CI-LP           | 2               | 0               | -                  | -                  | -                  | -           | -           | -           | 5      | 0      |
| Totale L'Aquila  | Totale L'Aquila      | Totale L'Aquila  | 16         | 0          |                 | 4               | 0               |                    | -                  | -                  |             | -           | -           | 20     | 0      |
| gen.-giu. 2013   | Šumen                | B-PFG            | 10         | 3          | CB              | -               | -               | -                  | -                  | -                  | -           | -           | -           | 10     | 3      |
| 2013-2014        | Mosta                | PL               | 12+9       | 8+4        | CM              | 2               | 2               | -                  | -                  | -                  | -           | -           | -           | 23     | 14     |
| 2014-2015        | Balzan               | PL               | 20+7       | 12+3       | CM              | 3               | 0               | -                  | -                  | -                  | -           | -           | -           | 30     | 15     |
| 2015-2016        | CSMS Iași            | L1               | 14+6       | 0+3        | CR+CdL          | 2+1             | 0               | -                  | -                  | -                  | -           | -           | -           | 23     | 3      |
| 2016-gen. 2017   | CSMS Iași            | L1               | 16         | 3          | CR+CdL          | 2+1             | 0               | UEL                | 2                  | 1                  | -           | -           | -           | 21     | 4      |
| Totale CSMS Iași | Totale CSMS Iași     | Totale CSMS Iași | 30+6       | 3+3        |                 | 6               | 0               |                    | 2                  | 1                  |             | -           | -           | 44     | 7      |
| gen.-giu. 2017   | UTA Arad             | L2               | 8+1        | 1          | CR+CdL          | -               | -               | -                  | -                  | -                  | -           | -           | -           | 9      | 1      |
| 2017-2018        | Santarcangelo        | C                | 31+2       | 10+1       | CI-C            | 0               | 0               | -                  | -                  | -                  | -           | -           | -           | 33     | 11     |
| 2018-gen. 2019   | Teramo               | C                | 18         | 0          | CI-C            | 2               | 0               | -                  | -                  | -                  | -           | -           | -           | 20     | 0      |
| gen.-giu. 2019   | Rimini               | C                | 15+2       | 1          | CI-C            | -               | -               | -                  | -                  | -                  | -           | -           | -           | 17     | 1      |
| 2019-2020        | Arzignano Valchiampo | C                | 20+2       | 3          | CI-C            | 0               | 0               | -                  | -                  | -                  | -           | -           | -           | 22     | 3      |
| 2020-feb. 2021   | Recanatese           | D                | 8          | 3          | -               | -               | -               | -                  | -                  | -                  | -           | -           | -           | 8      | 3      |
| feb.-giu. 2021   | FC Messina           | D                | 15         | 3          | -               | -               | -               | -                  | -                  | -                  | -           | -           | -           | 15     | 3      |
| 2021-2022        | Acireale             | D                | 22         | 8          | CI-D            | 2               | 0               | -                  | -                  | -                  | -           | -           | -           | 24     | 8      |
| 2022-2023        | Matera               | D                | 28         | 16         | CI-D            | -               | -               | -                  | -                  | -                  | -           | -           | -           | 28     | 16     |
| lug.-dic. 2023   | Nocerina             | D                | 9          | 1          | CI-D            | 2               | 2               | -                  | -                  | -                  | -           | -           | -           | 11     | 3      |
| dic. 2023-2024   | Fidelis Andria       | D                | 4          | 0          | CI-D            | -               | -               | -                  | -                  | -                  | -           | -           | -           | 4      | 0      |
| Totale carriera  | Totale carriera      | Totale carriera  | 306        | 83         |                 | 26              | 4               |                    | 2                  | 1                  |             | -           | -           | 334    | 88     |